# Psyche (Couperus)
Psyche is een sprookje van Louis Couperus dat verscheen in 1898 bij uitgeverij L.J. Veen. Het is gebaseerd op de mythologische binnenvertelling van Psyche en Eros in het verhaal De Gouden Ezel van Lucius Apuleius.

## Geschiedenis
In oktober 1897 schreef Couperus aan zijn uitgever Veen dat hij bezig was met een "symboliek sprookje: Psyche, dat heel aardig wordt". In november van dat jaar was het klaar en stelde hij aan Veen voor het te laten illustreren door Jan Toorop, en Couperus schreef ook maar meteen aan Toorop zelf; aan de hand van de voorpublicatie zou Toorop kunnen besluiten of en wat voor tekeningen hij bij het sprookje wilde maken. Het boek werd een succes.

### Uitgave
Nadat het sprookje was verschenen als voorpublicatie in De Gids (januari 1898) liet Toorop aan Veen weten een boekuitgave graag te willen illustreren en Toorop deed enkele voorstellen. Veen vond die voorstellen allemaal te kostbaar worden en zag er dus uiteindelijk maar vanaf; het bleef bij het omslagontwerp. In november 1898 verscheen de ongeïllustreerde eerste druk, in de band van Toorop. De boekuitgave droeg de aanduiding dat het geschreven was te "Heidelberg - Dresden, Aug.-Nov. '97". Couperus liet zijn uitgever weten dat de band hem wat was tegengevallen.
De boekuitgave van november 1898 verscheen in een oplage van 2500 exemplaren. Door het succes begon Veen al in februari 1899 met het voorbereiden van een tweede druk; hiervoor wilde hij wel een tekening van Toorop opnemen. Die tweede druk verscheen op groot formaat in november 1899, in een oplage van 1500 exemplaren, met de tekening van Toorop voorin; het omslag van de eerste druk werd hiervoor niet gebruikt: de band draagt alleen titel en auteursnaam.
In 1908 was een Engelse vertaling verschenen, voorzien van tekeningen van Dion Clayton Calthrop. Daarop had Veen de rechten voor die tekeningen gekocht om die te kunnen gebruiken in een Nederlandse uitgave. Dat gebeurde voor een deel van de derde druk die verschenen was in november 1904; deze geïllustreerde derde druk verscheen in april 1909, in een blauwlinnen band waarop een illustratie van Calthrop. Tijdens het leven van Couperus verscheen als laatste de zesde (=vijfde) druk in 1918, opnieuw met het omslag van Toorop, ook wel voorzien van een stofomslag waarvoor Veen de tekening van Toorop gebruikte. 
Na de dood van Couperus verscheen in 1927 een nieuwe editie van het boek met illustraties van Bernard Reith. In 2014 verscheen Psyche in een band met een ander sprookje, Fidessa, beide met alle bekende illustraties van Beb Reith.